# Elymus spicatus
Elymus spicatus är en gräsart som först beskrevs av Frederick Traugott Pursh, och fick sitt nu gällande namn av Gould. Elymus spicatus ingår i släktet elmar, och familjen gräs. Inga underarter finns listade i Catalogue of Life.

## Bildgalleri

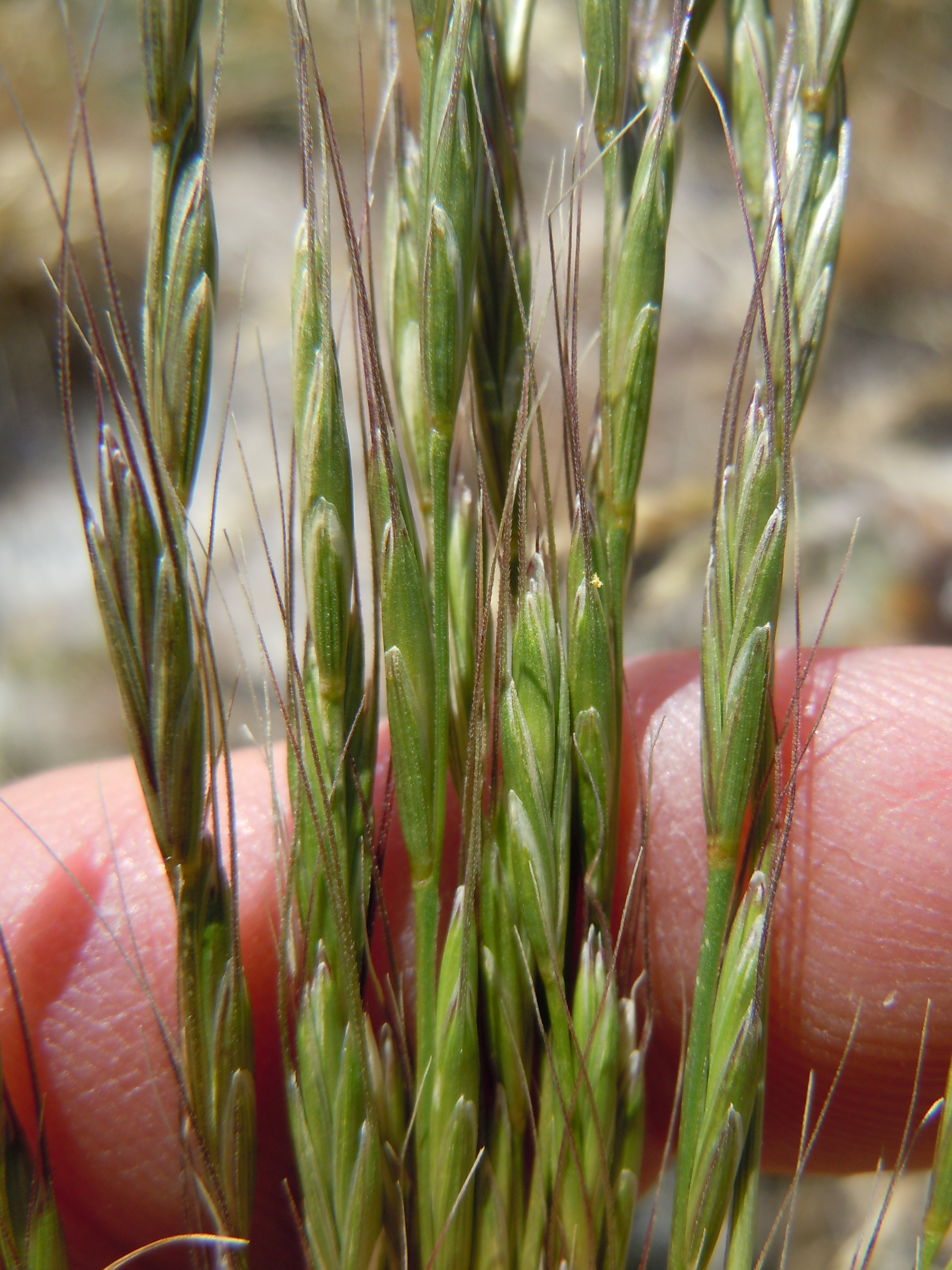
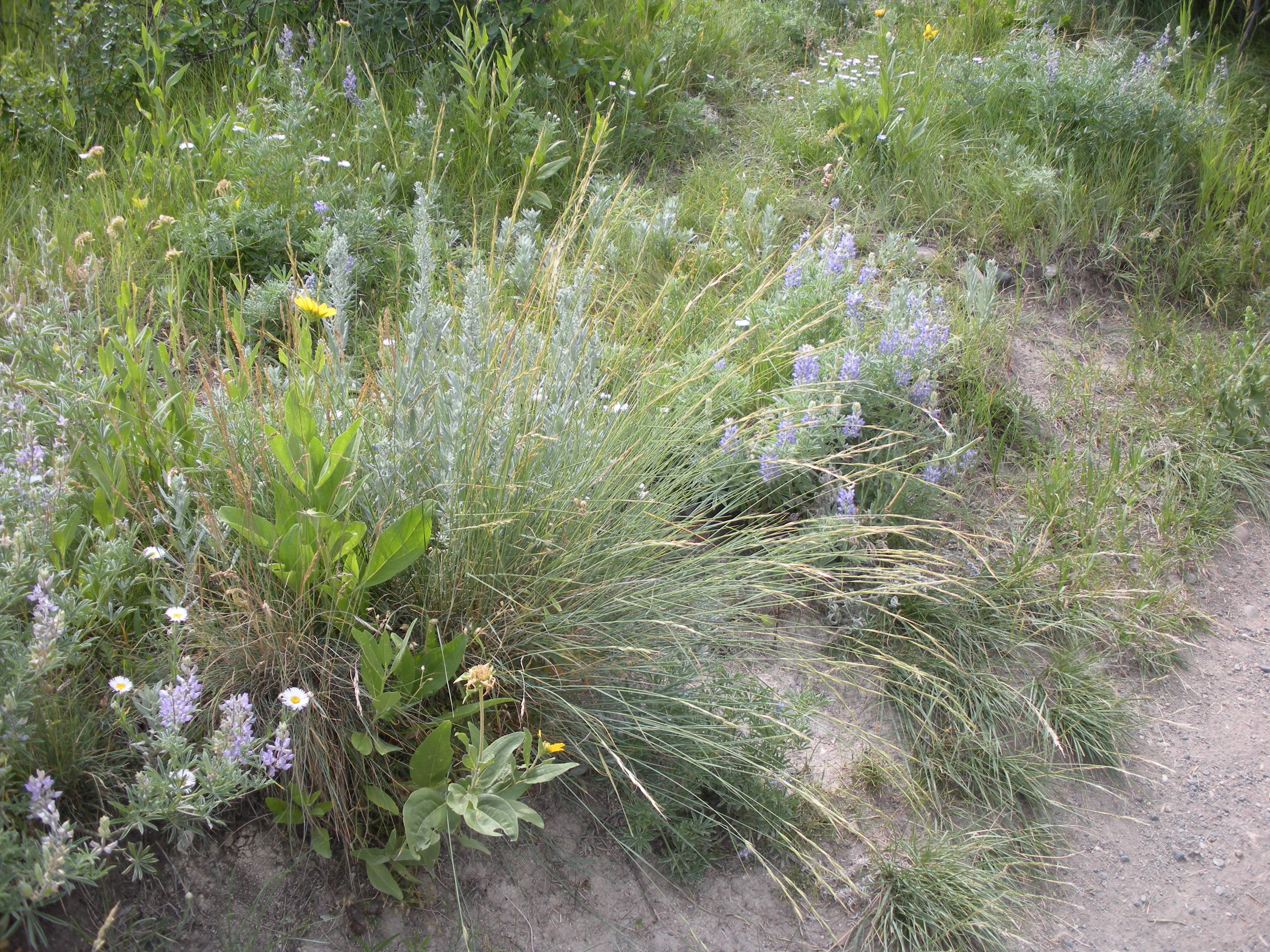
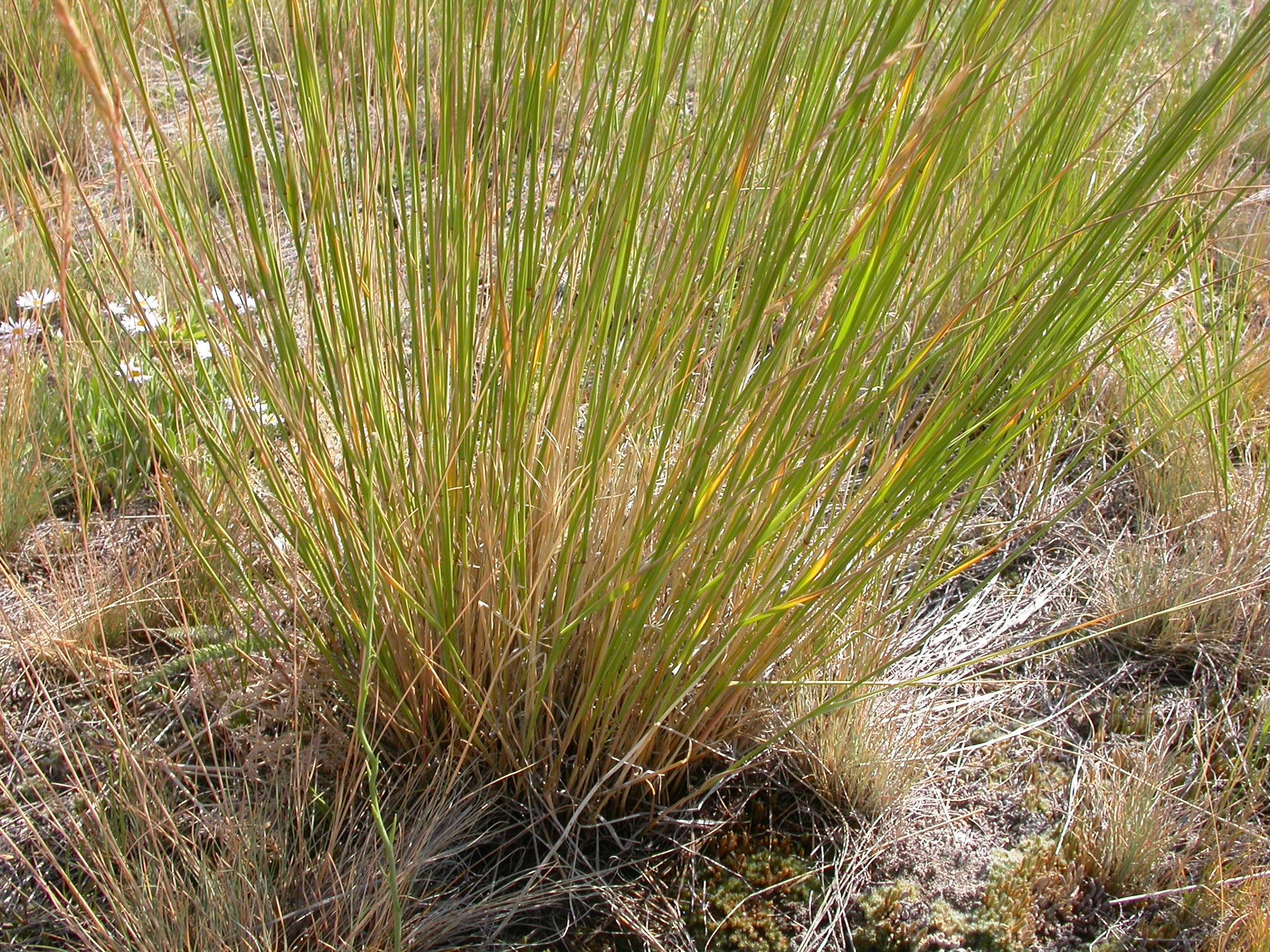
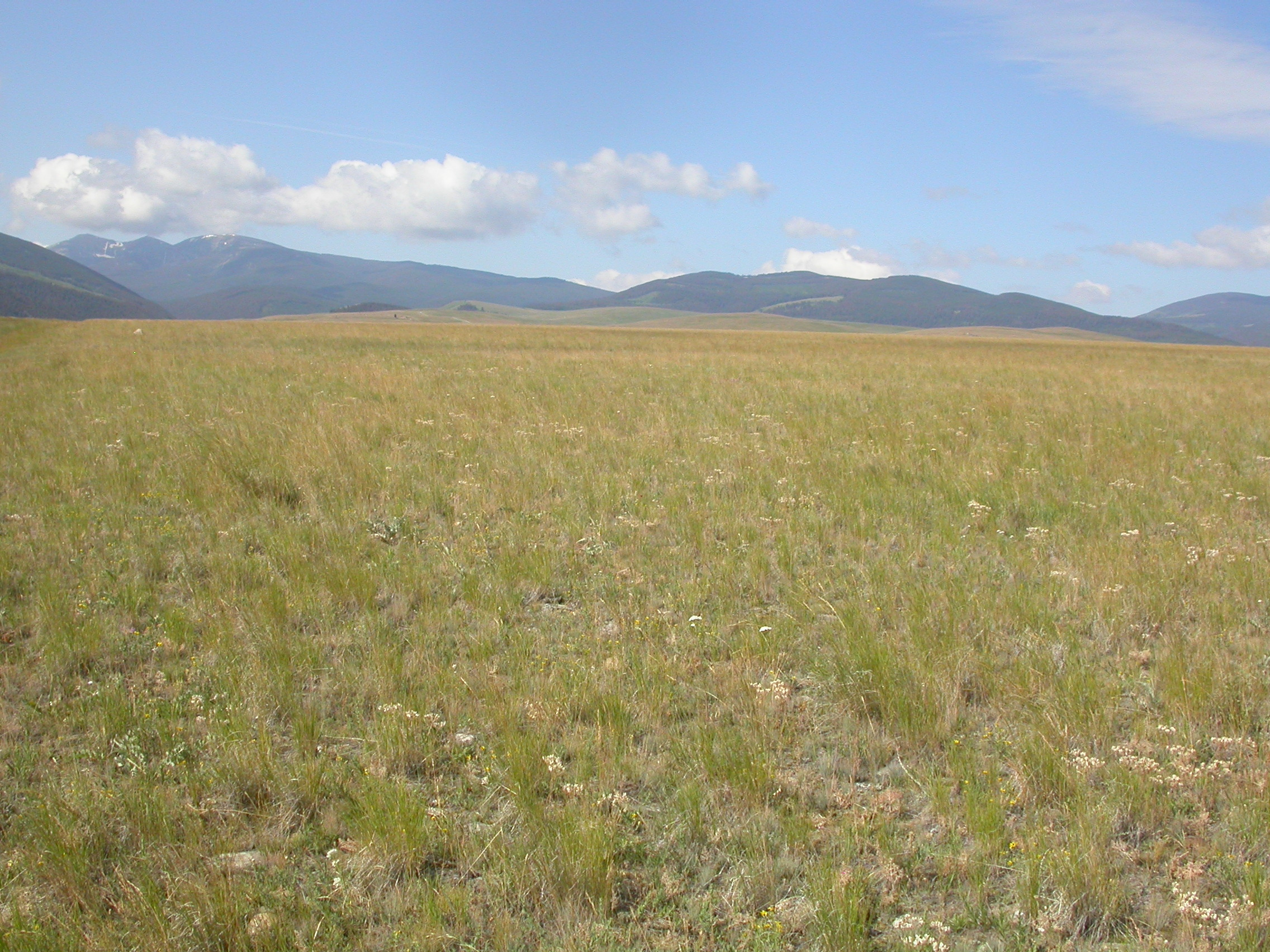
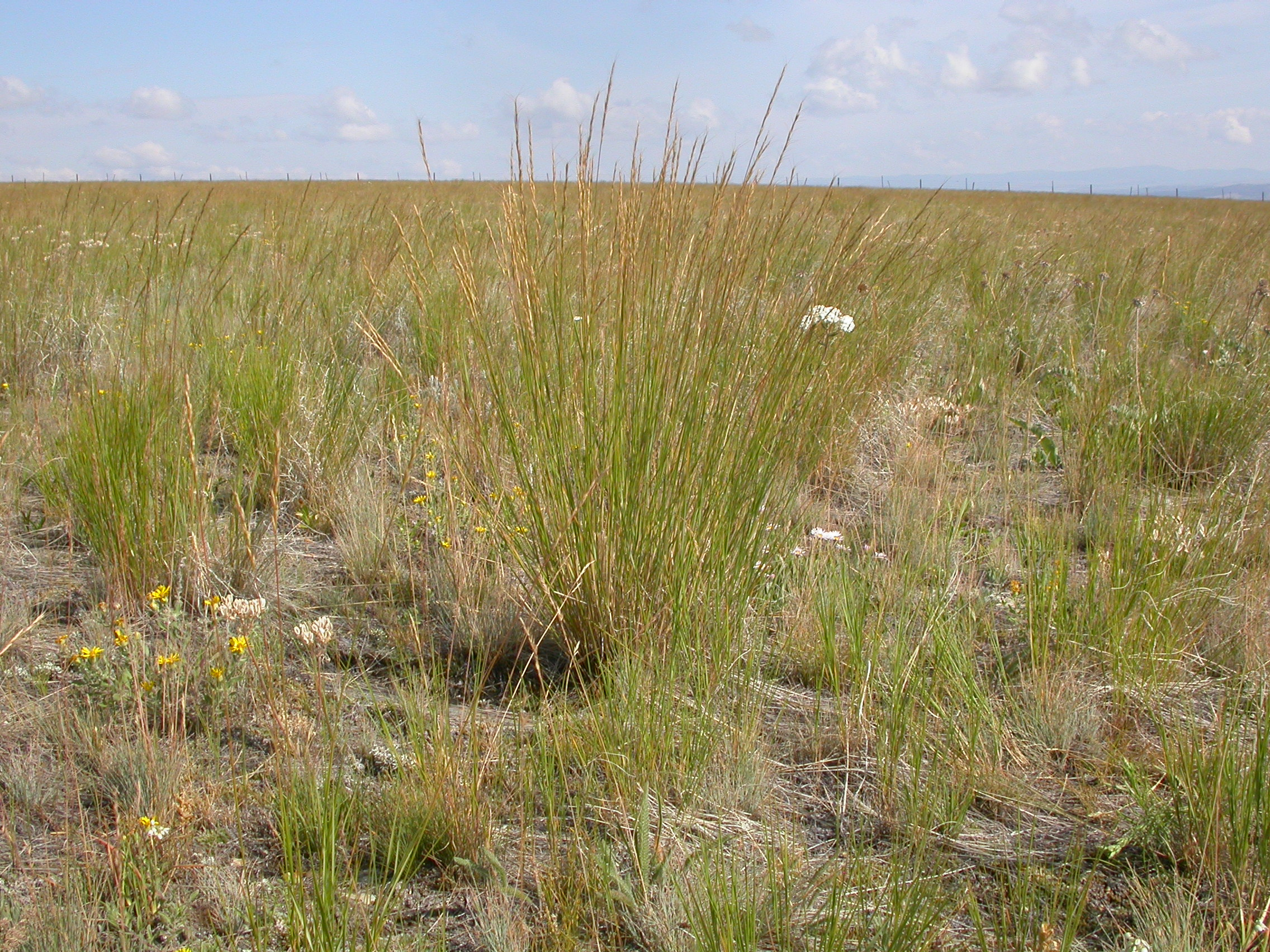